# Tyler Flack
Tyler Flack (Lakeville, Minnesota, 30 de diciembre de 1993) es un baloncestista estadounidense que pertenece a la plantilla del BC Nokia de la Korisliiga, el primer nivel del baloncesto finlandés. Con 2,01 metros de estatura, juega en la posición de alero.

## Trayectoria deportiva

### Universidad
Jugó cuatro  temporadas con los Coyotes de la Universidad de Dakota del Sur, en las que promedió 9,4 puntos, 5,1 rebotes y 1,4 tapones por partido. La temporada 2014-15 la pasó en blanco debido a una grave lesión durante la pretemporada.

### Profesional
Tras no ser elegido en el Draft de la NBA de 2017, firmó contrato con el Saski Baskonia de la liga ACB para su equipo filial, pero finalmente en el mes de octubre, y sin llegar a debutar, decidieron rescindir el contrato. La que iba a ser su primera temporada como profesional la pasó reestableciendose de sus lesiones acaecidas en su última temporada como profesional. Ya al año siguiente firmó contrato con el Norrköping Dolphins de la Svenska basketligan sueca, Disputó una temporada en la que promedió 11,1 puntos y 4,7 rebotes por partido.
El 31 de agosto de 2019 firmó con el  BC Nokia de la Korisliiga, el primer nivel del baloncesto finlandés. Hasta el parón de la liga por el coronavirus promedió 9,8 puntos y 5,0 rebotes por partido.